# Arundinariinae
Arundinariinae es una subtribu de la tribu Bambuseae de la familia  Poaceae. Comprende 16 géneros.
En 1925, Takenoshin Nakai incluyó un nuevo género, el Pleioblastus. Este ha sido discutido por varios botánicos, y sus especies se clasifican a veces como de otros géneros, habitualmente dentro del género Arundinaria. Esta confusión puede deberse a los periodos larguísimos que hay entre las floraciones de los bambúes, y sólo se está resolviendo gracias a análisis del ADN.

## Géneros
- Acidosasa
- Ampelocalamus
- Arundinaria
- Borinda
- Chimonocalamus
- Drepanostachyum
- Fargesia
- Ferrocalamus
- Gaoligongshania
- Gelidocalamus
- Indocalamus
- Oligostachyum
- Pseudosasa
- Sasa
- Thamnocalamus
- Yushania